# Everything Must Change
Everything Must Change – pierwszy solowy album studyjny amerykańskiej piosenkarki jazzowej Randy Crawford, wydany w 1976 przez wytwórnię Warner Bros. Records pod numerem katalogowym BS 2975 (USA). Rozpoczynający album tytułowy utwór został zarejestrowany na żywo w Shrine Auditorium w Los Angeles z udziałem The World Jazz Association All Star Band.

## Spis utworów
| A1. | "Everything Must Change" (Live) (Bernard Ighner)                       | 4:52  |
|     |                                                                        |       |
| A2. | "I Let You Walk Away" (Neil Sedaka/Phil Cody)                          | 3:20  |
|     |                                                                        |       |
| A3. | "I'm Easy" (Keith Carradine)                                           | 3:41  |
|     |                                                                        |       |
| A4. | "I Had To See You On More Time" (Norma Helms/Kenny Hirsch)             | 3:40  |
|     |                                                                        |       |
| A5. | "I've Never Been To Me" (Ron Miller/Kenny Hirsch)                      | 3:32  |
|     |                                                                        |       |
| B1. | "Don't Let Me Down" (John Lennon/Paul McCartney)                       | 3:56  |
|     |                                                                        |       |
| B2. | "Something So Right" (Paul Simon)                                      | 4:12  |
|     |                                                                        |       |
| B3. | "Soon As I Touched Him" (Norma Helms/Kenny Hirsch)                     | 3:11  |
|     |                                                                        |       |
| B4. | "Only Your Love Song Lasts" (Art. Munson/Stephen Kalinich)             | 4:06  |
|     |                                                                        |       |
| B5. | "Gonna Give Lovin' A Try" (Diane Lampert/Peter Farrow/Nathan Adderley) | 3:24  |
|     |                                                                        |       |
|     |                                                                        | 37:54 |
|     |                                                                        |       |